# Feldmareșal

Insigna de rang a unui feldmareșal (Austro-Ungaria, 1918)

Feldmareșal, prescurtat FM, reprezintă termenul românesc folosit la traducerea denumirii germane (General)-Feldmarschall, care a fost cea mai înaltă distincție militară acordată pentru gradul de general, mai întâi în țările germane, apoi și într-o serie de alte state europene. 

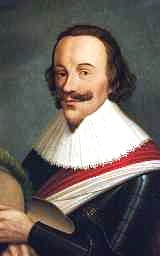
FM Johann v. Aldringen

## Istorie

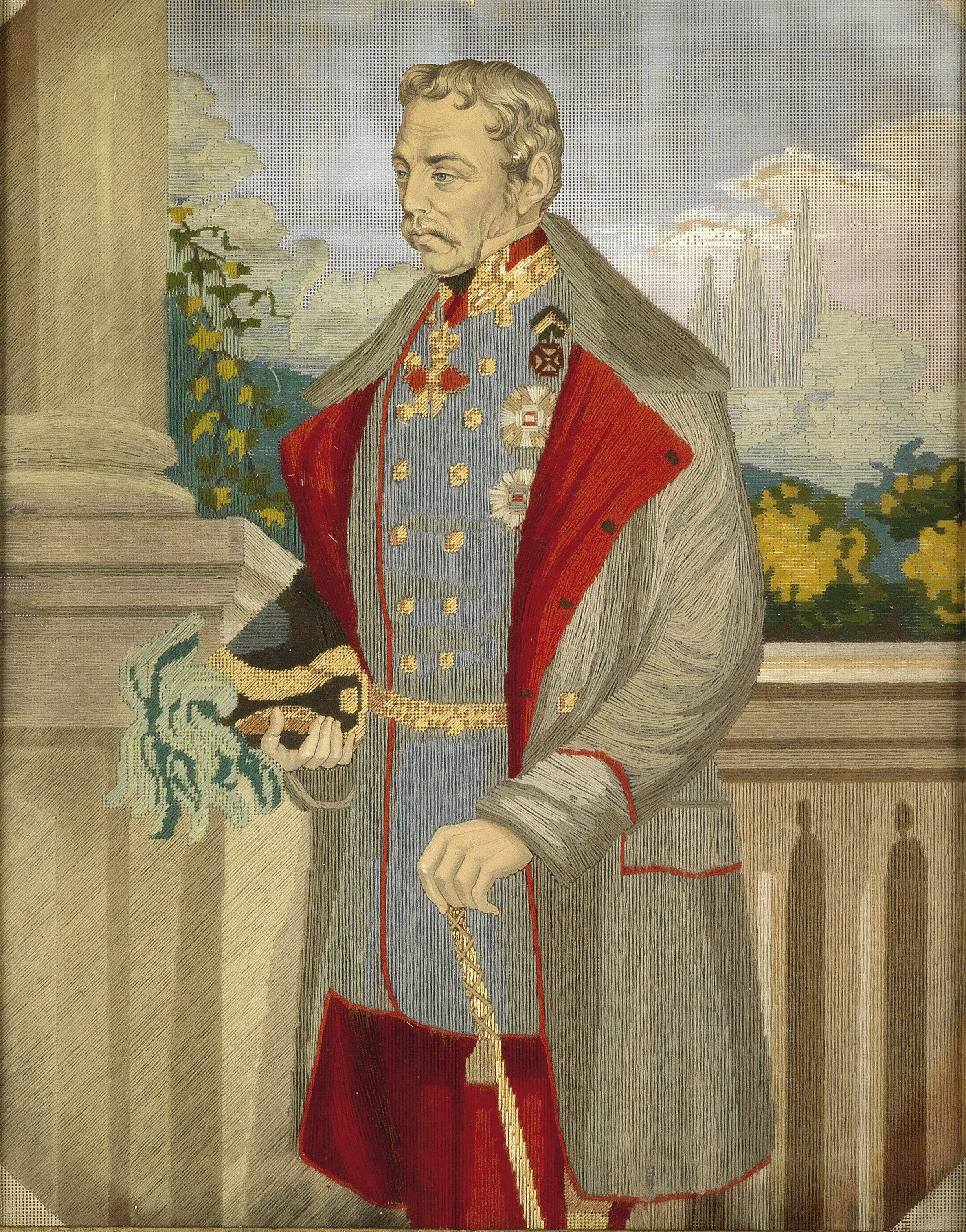
FM Josef Radetzky de Radatz

Inițial feldmareșalul a fost un vel comis la curtea imperială. În Evul Mediu feudal poziția dregătorului s-a dezvoltat, devenind comandant al cavaleriei. În secolul al XVI-lea, el a fost de obicei nu numai comandantul cavaleriei, ci și adjunct al comandantului suprem cu atribuții judiciare. În Sfântul Imperiu Roman, un feldmareșal putea fi numit numai în comun de către împărat și Reichstag. De aceea, desemnatul trebuia să depună jurământul său și în fața acestei adunări. Începând cu secolul al XVII-lea, acest grad a fost cel mai înalt rang militar al imperiului. Unul dintre primii cu acest rang majorat a fost contele Johann von Aldringen (1588-1634), succesorul contelui Johann von Tilly ca feldmareșal pe 13 octombrie 1632, căzut la apărarea orașului Landshut împotriva asediului suedez în ziua de 22 iulie 1634.

### În Imperiul Austriac și Austro-Ungaria
În timpul Imperiului Austriac acest rang a fost acordat doar rareori unor eroi de război, ca de exemplu contelui Josef Radetzky. Odată cu crearea  Austro-Ungariei în 1867 au fost înregistrați la început trei 3 mareșali.  După catastrofa  Bătăliei de la Solferino nu au mai fost numiți generali pentru acest grad, așa că la inceputul secolului al XX-lea nu a mai existat niciunul. De abia în Primul Război Mondial acest post a fost ocupat din nou. În etapele finale ale războiului, au fost numărați șapte feldmareșali comandanți. După dizolvarea armatei austro-ungare pe 31 octombrie 1918 și demobilizarea ei la 11 noiembrie al anului, titlul a devenit caduc. El nu a mai fost folosit în Armata Austriei republicane.
Feldmareșalii au purtat apelativul „Excelență”.

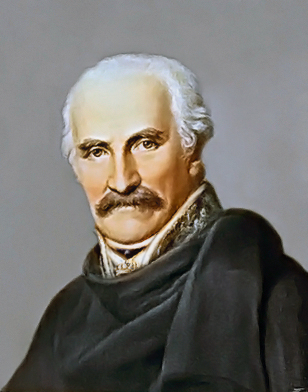
FM Gebhard v. Blücher

### În Prusia și Imperiul German
În armata prusacă, feldmareșalul general a fost un rang, care ar putut fi acordat doar la generali pentru un succes militar remarcabil, dacă de exemplu a condus o campanie cu succes, a asaltat și luat o fortăreață ori a câștigat o luptă importantă. Câteodată onoarea a și fost făcută unui general meritat cu adăugarea „mit Charakter” sau „ad honores” (adică ca rang onorific) la intrarea acestuia în pensie. În Prusia, toți feldmareșalii au fost de asemenea membrii ai Consiliului de Stat al Prusiei. Din tradiție, membrii casei regale nu au fost avansați la acest rang. În timp de pace, distincția a fost acordată adesea oara principilor împrieteniți. 
Prințul moștenitor Friedrich Wilhelm și Prințul Friedrich Karl al Prusiei au fost numiți ca primii din casa regală prusească feldmareșali în timpul Războiului franco-german, scurt timp înaintea proclamări Imperiului German al 2-lea. Primul a fost onorat cu acest titlu după asediul Parisului, celălalt pentru victoria decisivă împotriva Franței în Bătălia de la Gravelotte. Până la sfârșitul imperiului al 2-lea au existat mulți generali de acest grad, cei mai renumiți au fost Karl von Bülow, Paul von Hindenburg, Anton Ludwig August von Mackensen, Edwin von Manteuffel, Helmuth Karl Bernhard von Moltke, Hans von Plessen, Rupert, Prinț Moștenitor al Bavariei, Alfred von Schlieffen și Alfred von Waldersee.

Pavilion de feldmareșal 1941-1945

În nou formata Reichswehr după războiul pierdut rangul a fost desființat după hotărârea președintelui Republicii de la Weimar Friedrich Ebert de la 10 decembrie 1920. În rândurile ofițerilor cel mai înalt rang a devenit acel unui general de infanterie, cavalerie sau artilerie. După decretul noului președinte Paul von Hindenburg din 13 noiembrie 1926, titlul a fost reintrodus. Cu toate acestea, în timpul de Reichswehr, nici un ofițer a fost promovat la rangul de feldmareșal, pentru că distincția a fost rezervată în mod tradițional pentru vremuri de război. Vechii feldmareșali care mai trăiau, nu au fost înregistrați sub acest rang în liste oficiale. Chiar și Hindenburg a fost numit numai șef al Reichswehr.
În Imperiul German (1933-1945) primul general numit feldmareșal a fost Werner von Blomberg în anul 1936.
Mai târziu, pe 4 februarie 1938, Adolf Hitler la denumit pe Hermann Göring singur deținător al acestui rang, fiind așadar cel mai înalt ofițer al armatei germane. Dar în al Doilea Război Mondial Hitler și-a schimbat opinia, ridicând doisprezece generali in acest rang. Göring însă a rămas primul ofițer al armatei, numindu-se de atunci „Reichsmarschall”. La marină titlul reciproc a fost acel unui Mare amiral.
După război s-a desființat acest titlu în Republica Federală Germană, însă în fosta Republică Democrată Germană a existat între 1982 și 1989 rangul de „Marschall der DDR”.
În armata prusacă - la fel ca mai târziu și în Armată Germană până în 1945 – un mareșal a avut dreptul la anumite privilegii. Un feldmareșal retras din serviciul activ a fost condus și onorat până la moarte ca un soldat activ. 
Ca semn de demnitate feldmareșalii au purtat cu ei în ambele armate un baston de mareșal.

### În Anglia

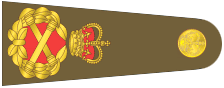
Insigna de rang unui Field Marshal

Titlul a fost fondat de regele din Casa de Hanovra George al II-lea al Marii Britanii sub numele de „Field Marshal”. În ianuarie 1736 primii doi generali englezi au fost ridicați la acest rang, contele de Orkney și John Campbell, al 2-lea Duce de Argyll (1678-1743).
Unul dintre cei mai renumiți feldmareșali englezi a fost Arthur Wellesley, duce de Wellington (1769-1852), care s-a remarcat îndeosebit în războaiele napoleoniene. În 1815 a condus o armată britanică care a participat decisiv la înfrângerea finală a lui Napoleon I la Waterloo.

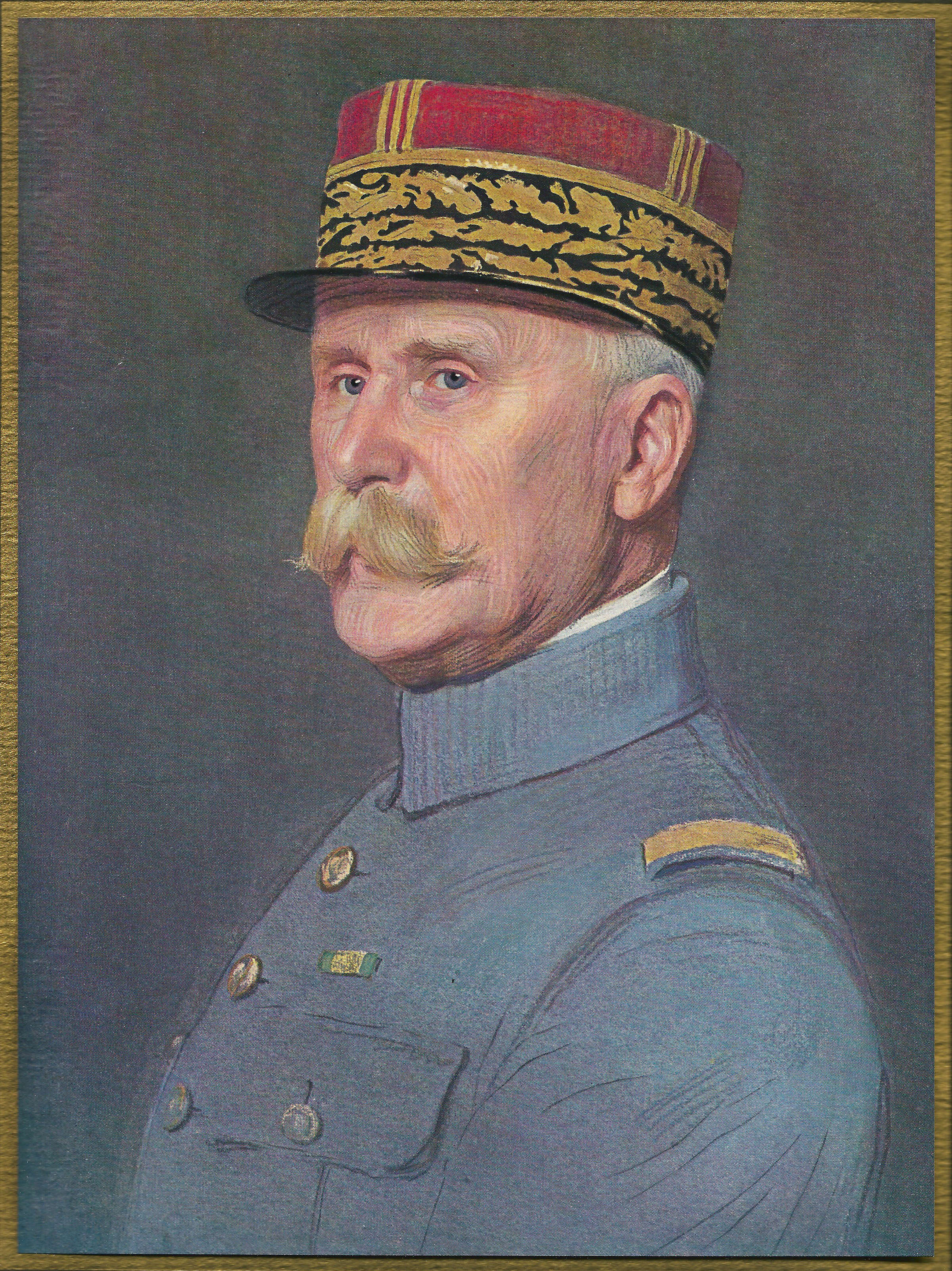
Philippe Pétain, 1926

În veacul al XX-lea, șeful Statului Major General, pe vremuri „Chief of the Imperial General Staff” (Șef al Statului Major General Imperial), astăzi „Chief of the Defence Staff” [Șeful Statului Major al Apărării) este în mod natural un feldmareșal. Pe lângă aceasta au fost ridicați și câțiva membrii ai familiei regale la acest rang. Rangul analog în marinä este acel unui „Admiral of the Fleet” (amiral al flotei), la forțele airiene Marshal of the Royal Air Force.
Ca odinioară în Prusia și Imperiul German, mareșalul a avut dreptul la anumite privilegii. Un Field Marshal retras din serviciul activ nu este pensionat.

### În Franța
Titlul corespunzător în Franța este acel unui Maréchal de France. Primul Mareșal al Franței a fost Albéric (Alberich) Clément, domn de Le Mez (n. pe la 1165 – d.  3 iulie 1191, Acra), numit în anul 1090 de către regele Filip al II-lea al Franței. Generalul a căzut pe când Acra a fost asediată.
După ce gradul de Mareșal al Franței a fost abolit pe timpul Revoluției Franceze în anul 1793, Napoleon l-a introdus din nou întra doua zi după proclamarea Primului Imperiu Francez, la 19 mai 1804, și a numit pe aceeași dată 18 generali de divizie Mareșali ai Imperiului (Maréchaux d'Empire), între ei François Christophe Kellermann, François Joseph Lefebvre, Catherine-Dominique de Pérignon și Jean-Mathieu-Philibert Sérurier. În timpul Franței revoluționare exista termenul de „Maréchal de camp”, care însa nu reprezenta cel mai înalt grad de general, ci acel de general de brigadă.
După proclamarea a Trei Republici Franceze nu au mai fost numiți mareșali. De abia cu izbucnirea Primului Război Mondial câțiva generali au condus din nou acest nume, de exemplu Joseph Joffre, Ferdinand Foch sau Philippe Pétain.
În Franța de astăzi titlul „Maréchal de France” este numai unul de onoare. Doar puține personalități au fost desemnate cu el, majoritatea postum, pentru realizările lor în al Doilea Război Mondial, ca Philippe Leclerc de Hauteclocque sau Jean-Marie de Lattre de Tassigny.

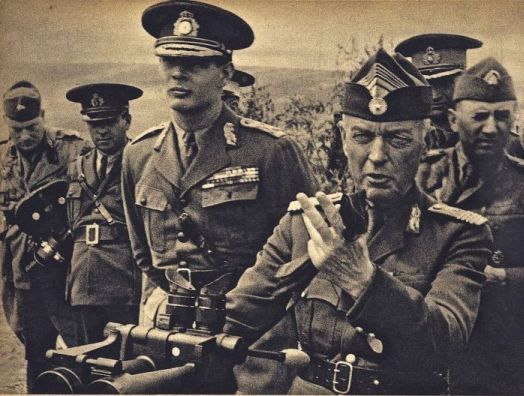
Mareșalul Ion Antonescu cu Mihai I al României, 16 august 1941

### În România
Singurul mareșal activ român a fost Ion Antonescu. Titlul onorific l-au deținut, pe lângă regii români începând cu Ferdinand I, și alți generali români, de exemplu Constantin Prezan sau  Alexandru Averescu.
Astăzi, în România, Legea nr.80 din 11 iulie 1995 privind statutul cadrelor militare din Ministerul Apărării prevede că gradul de mareșal se poate acorda generalilor, respectiv amiralilor, de către Președintele României pentru merite militare excepționale în timp de război.

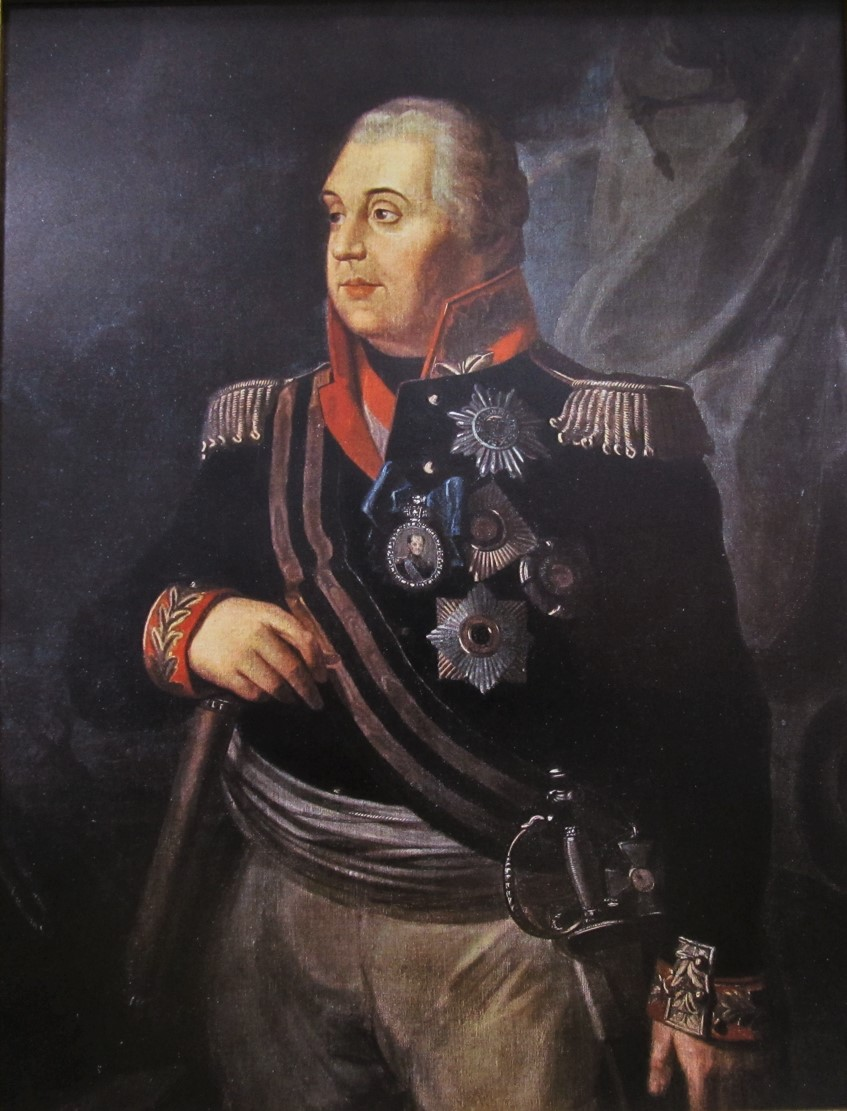
FM Mihail Kutuzov

### În Rusia
Din anul 1700 înainte, titlul de feldmareșal general (генерал-фельдмаршал), corespundând cu amiralul general în marină, a fost preluat de la germani de Petru cel Mare ca cel mai înalt rang militar în Rusia până la Revoluția din Februarie 1917. Unul din cei mai faimoși feldmareșali a fost Mihail Kutuzov. Dar și persoane civile au fost onorate cu acest titlu, pentru a-și menține poziția la curte, între alții Fjodor Alexejewitsch Golowin, de asemenea și ofițeri străini, ca de exemplu contele Josef Radetzky. 
În era Uniunii Sovietice au existat foarte mulți generali denumiți așa, ca eroi al marelui război sau al socialismului. Poate că cel mai ilustru dintre ei a fost Gheorghi Jukov. Astăzi mareșalul general al Rusiei este Dmitri Iazov.

### În Statele Unite ale Americii
Nicio ramură a Forțelor Armate ale Statelor Unite nu a folosit vreodată rangul de mareșal. Cu toate acestea, generalul Douglas MacArthur a fost împuternicit ca mareșal de poliție al armatei filipineze în 24 august 1936, care a slujit până la 31 decembrie 1937, în timp ce era totuși un ofițer al Armatei Statelor Unite. La 14 decembrie 1944, Congresul a creat rangul de "general al armatei", un rang de cinci stele echivalent cu cel al mareșalui din alte țări. Două zile mai târziu, George Marshall a fost promovat la acest rang, devenind primul general de cinci stele din istoria americană. Un cronicar din Washington a sugerat că lui Marshall nu i-a plăcut acest plan deoarece cinci stele erau rang de mareșal de teren, iar șeful Statului Major ar putea fi abordat ca "Mareșalul Marshall".

### În alte țări
În Suedia au fost desemnate 77 de persoane între 1561 și 1824. Titlul corespunzător a fost creat mai târziu în Statele Unite după Primul Război Mondial în persoana lui John Pershing, în Italia 1924, în Polonia cu Józef Piłsudski 1926, în Finlanda 1933 și în Spania 1937. Numai în Statele Unite mai există acest grad militar.

## Bibliografie

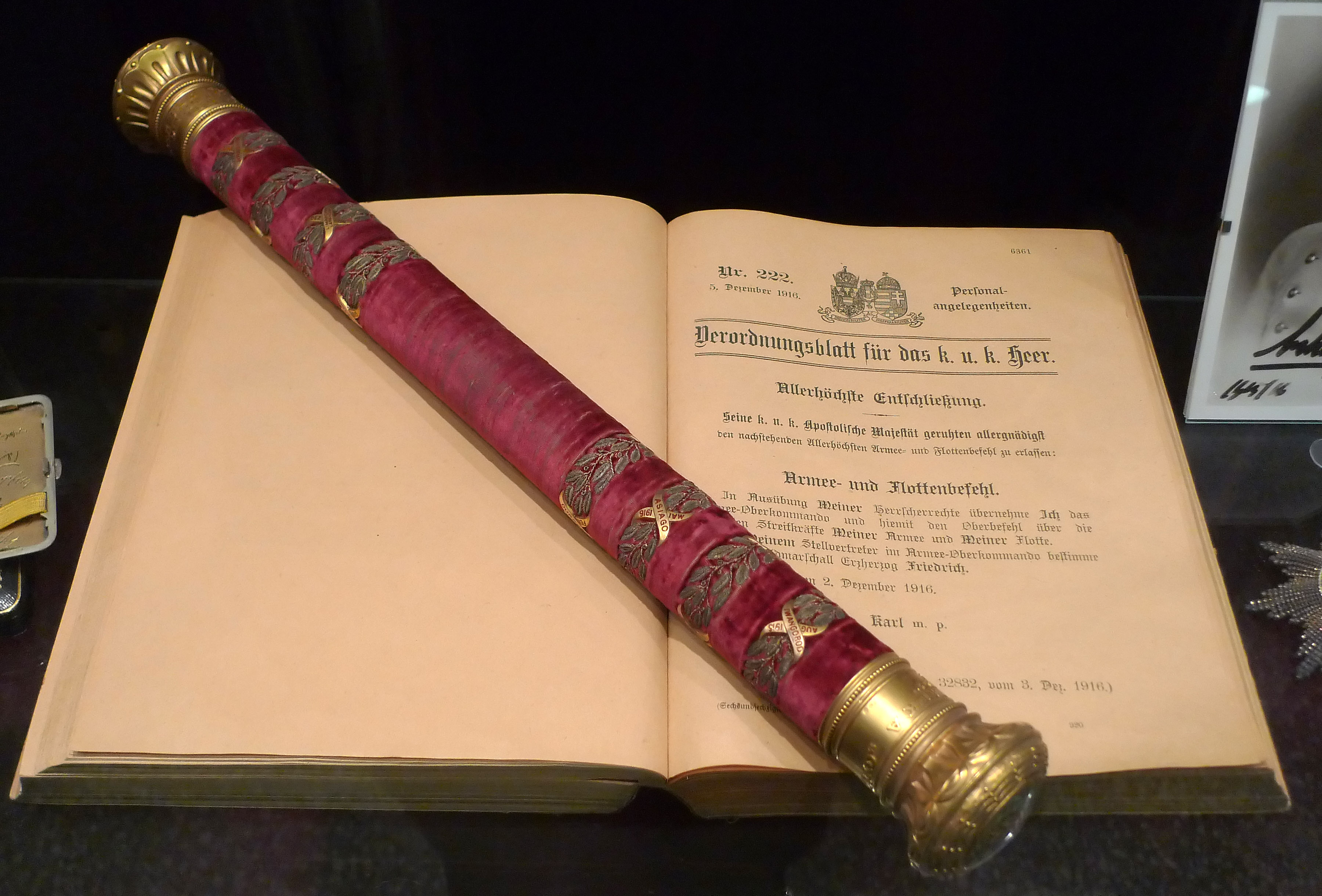
Bastonul de mareșal al arhiducelui Friedrich de Austria-Teschen